# Tour della nazionale maschile di rugby a 15 della Georgia 2000
Nel 2000 la Nazionale di rugby a 15 della Georgia effettuò un brevissimo tour in Italia; entrambe le squadre erano in preparazione per l'esordio nei loro rispettivi tornei, l'Italia per quello assoluto nel Sei Nazioni di lì a una settimana contro la Scozia e la Georgia per quello stagionale nel campionato europeo 1999-2000 contro il Portogallo.
L'incontro si tenne allo stadio Montano di Livorno e l'Italia non accordò la presenza ai propri giocatori.
Il risultato fu nettamente favorevole agli Azzurri, che si imposero 51-7 con due mete ciascuno di Domínguez e Persico e una ciascuno di Martin e Moscardi; tutte le mete furono trasformate dal citato Domínguez che mise anche tra i pali tre calci piazzati, per un totale di 31 punti personali; per i georgiani una meta di Abashidze trasformata da Modebadze.
La settimana successiva l'Italia sconfisse 34-20 la Scozia a Roma e la Georgia vinse a Lisbona 32-30 contro il Portogallo.

## L'incontro
| Arbitro: | Faccioli |

|                                                            |      |               |
| 4’ Martin 42’, 45’ Domínguez 54’ Moscardi 68’, 75’ Persico | mt   | 50’ Abashidze |
| 4’, 42’, 45’, 54’, 68’, 75’ Domínguez                      | tr   | 50’ Modebadze |
| 12’, 28’, 35’ Domínguez                                    | c.p. |               |